# Dřínov (Mělník)
Dřínov é uma comuna checa localizada na região da Boêmia Central, distrito de Mělník.